# Johann Wember
Johann Wember MSF (ur. 15 listopada 1900 r. w Dortmundzie, zm. 4 maja 1980 r. w Tromsø) – niemiecki duchowny katolicki, w latach 1939–1976 wikariusz apostolski Apostolskiego Wikariatu Północnej Norwegii.

## Życiorys
Przyszedł na świat w Dortmundzie w 1900 r., gdzie spędził dzieciństwo i młodość. Następnie wstąpił do zakonu Misjonarzy świętej Rodziny, otrzymując 8 sierpnia 1926 r. święcenia kapłańskie.
W 1938 r. został wyznaczony na zarządce Misji Sui Iuris dla Północnej Norwegii (Norvegia Settenrionale). Po jej przekształceniu w 1944 r. w prefekturę apostolską, został podniesiony do godności prefekta apostolskiego. Kilkanaście lat później papież Pius XII przekształcił tę jednostkę kościelną w Apostolski Wikariat Północnej Norwegii podnosząc Wembera do godności biskupa tytularnego Vasady. sakrę biskupią otrzymał 15 maja 1955 r. z rąk biskupa Oslo Jacoba Mangersa. Współkonsekratorami byli Willem Cobben, biskup helsiński oraz Johann Rüth, wikariusz apostolski Północnej Norwegii.
W 1976 r. po osiągnięciu wieku emerytalnego został złożony z urzędu przez papieża Pawła VI. Niedługo potem zmarł w 1980 r.